# Neolosbanus gemma
Neolosbanus gemma är en stekelart som först beskrevs av Girault 1932.  Neolosbanus gemma ingår i släktet Neolosbanus och familjen Eucharitidae. Inga underarter finns listade i Catalogue of Life.